# Vogelpark Steinen
Koordinaten: 47° 41′ 11,6″ N, 7° 45′ 24,1″ O
Der Vogelpark Steinen ist ein Vogelpark im Südschwarzwald. Er liegt in einer Talsenke im Gemeindegebiet Steinens zwischen den Ortsteilen Schlächtenhaus und Weitenau. Das Gelände umfasst eine Fläche von zehn Hektar.

## Gelände und Anlagen
Das Gelände wurde von den Betreibern in mehreren Jahren Stück für Stück erworben, gleichzeitig wurde ein Bebauungsplan erstellt. Ziel war es, trotz Neugestaltung der Landschaft ihre Ursprünglichkeit zu erhalten. An der Planung waren deshalb Landschaftsarchitekten, Tiefbauingenieure und ein Architektenteam beteiligt. Der Vogelpark wurde 1980 in einer Feierstunde mit dem damaligen Justizminister Heinz Eyrich und Vertretern von Land und Gemeinde der Öffentlichkeit übergeben. Bei diesem Anlass wurde die kulturelle und wirtschaftliche Bedeutung dieses Unternehmens für das kleine Wiesental und die gesamte Region hervorgehoben.

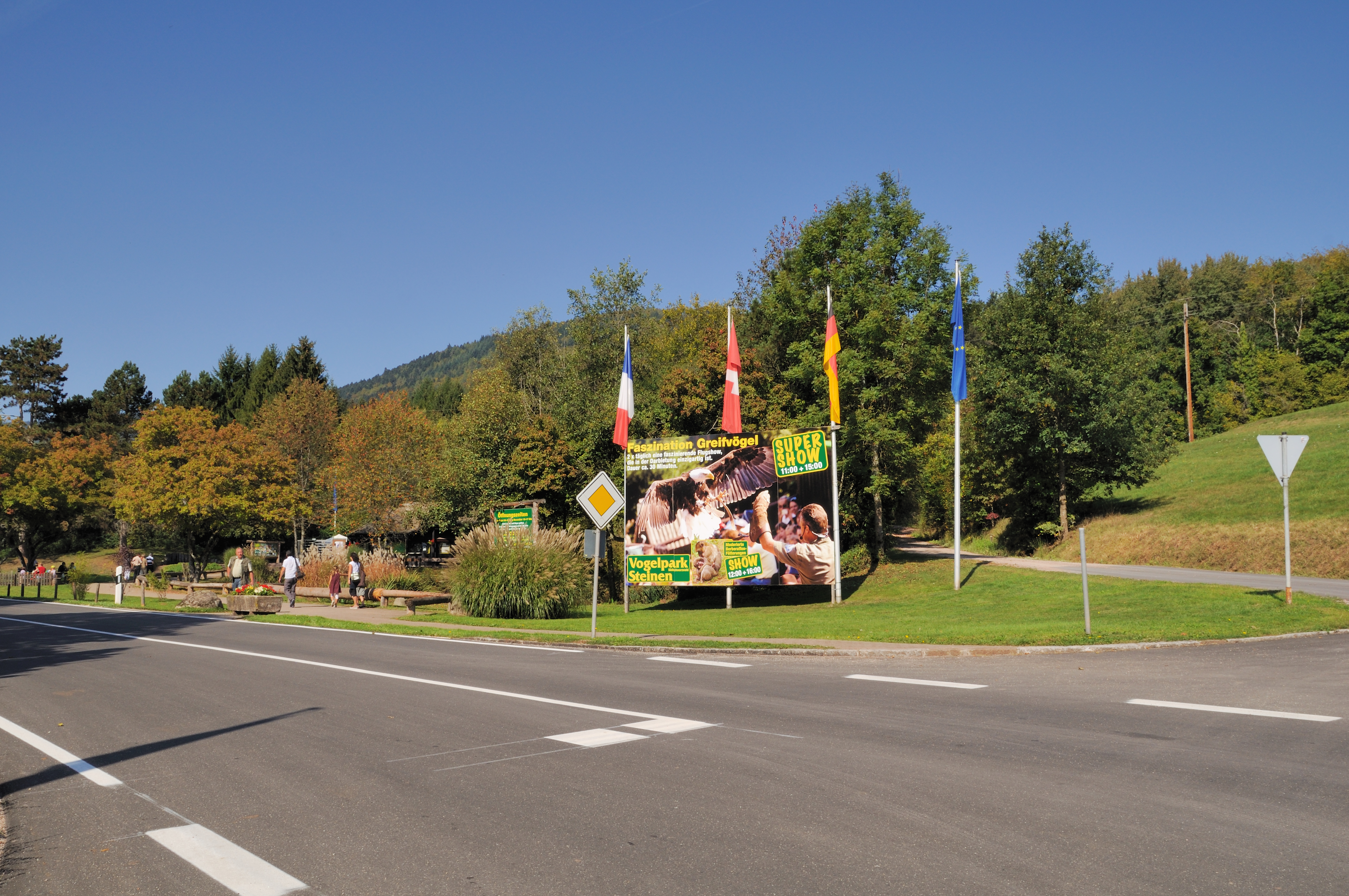
Eingangsbereich des Parks

1981 wurde das Tropenhaus eröffnet, in den nächsten Jahren wurden weitere Außenanlagen fertiggestellt. Viele Vogelarten aus aller Welt zogen in den ersten drei Jahren ein. 1989 entstand ein Spiel- und Erlebnisbereich im oberen Teil des Parks, außerdem – abgetrennt vom Vogelbereich – eine Gartenwirtschaft mit Sonnenterrassen, Grillplätzen und Schutzhütten. In den Jahren darauf wurden das Vogelkundehaus und das Schaubruthaus gebaut. Das Arboretum, ein Baumgarten mit den 28 bekanntesten heimischen Baumarten, wurde 1996 angelegt. 1999 kam die Falknerei mit etwa 600 Sitzplätzen in der Nähe des Einganges hinzu. Das Freigehege der Berberaffen wurde im Jahr 2000 errichtet, im Anschluss wurde das Gehege der Kängurus gebaut. 2003 wurden die Kaffee- und Vesperstuben ausgebaut, hinzu kam die Einrichtung eines Filmraumes. Daneben wurde 2005 eine Schädelausstellung mit fast 40 Wirbeltierschädeln eröffnet. 2006 eröffnete eine Kneippanlage und 2007 kamen zwei Boccia-Bahnen hinzu. Nach und nach kamen weitere Spielplätze und Grillplätze hinzu sowie ein Labyrinth.
Seit der Saison 2012 kann man sich im neuen Vogelkundehaus mit ca. 500 m² auf 24 großen Schautafeln über die heimische Vogelwelt informieren. Die Ausstellung steht unter dem Motto »Jeder Vogelbeobachter ein Vogelschützer«. Aufgeteilt ist die Ausstellung mit den Themen Vögel erkennen, einheimische Brutvögel, Vögel der Obstgärten, des Wiesenlandes, der Feldgehölze, Hecken und Waldränder, Vögel der Laubwälder, der Auenwälder, der Nadelwälder, Durchzügler, Wander- und Wintergäste, Greifvögel, Felsenvögel, Vögel am fließenden Wasser, der Teiche und Seen, Schreitvögel, Schwimmvögel, Strand- und Sumpfvögel, Seeschwalben und Möwen. Eine Vielfalt von Original-Eiern wird in mehreren Vitrinen gezeigt. Eine Infotafel informiert über den Vogelzug.
Der Park ist in Privatbesitz und bekommt keine staatlichen Zuschüsse. Sämtliche anfallenden Kosten müssen durch den Eintritt oder eine Tierpatenschaft innerhalb einer Saison (sieben Monate) erwirtschaftet werden.

## Gryffetal

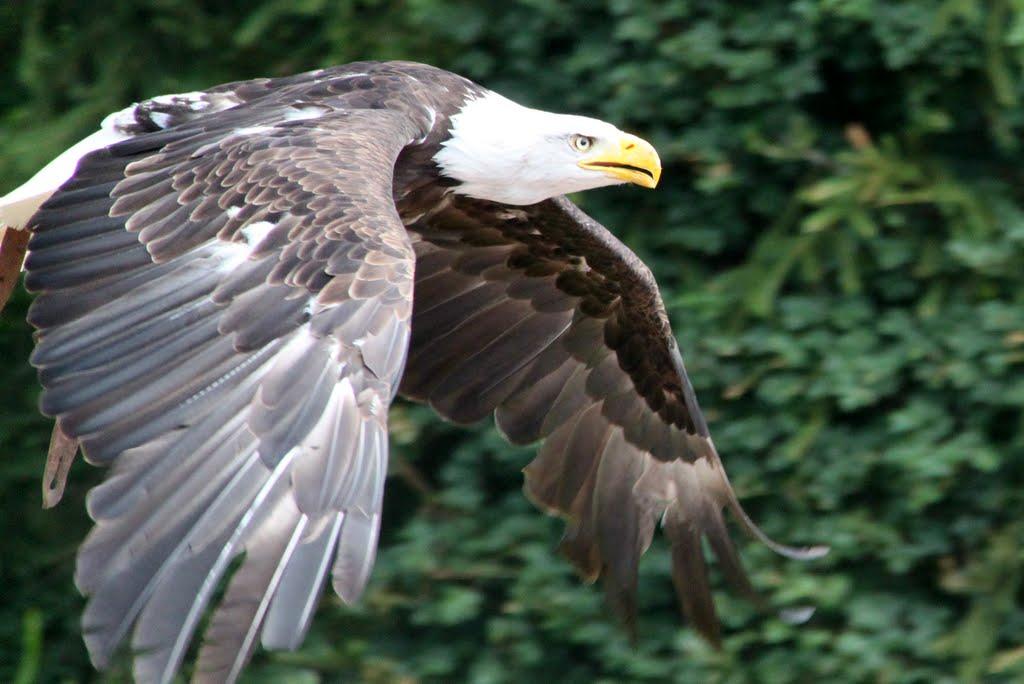
Adler im Vogelpark Steinen

In der Saison 2011 war der Park zweigeteilt. Die obere Hälfte des Vogelparks wurde von der Firma MCTS e. K. (Mittelalter Convention Touristik und Seminar) für den Mittelalterpark „Gryffetal“ gepachtet. Sein Name leitete sich vom alemannischen Wort „Gryff“ für den Vogel Greif ab. Das Gryffetal nahm eine Fläche von rund 5 ha ein. Vor der Eröffnung des mittelalterlichen Erlebnisbereiches waren Umbaumaßnahmen nötig, so wurde im ehemaligen Tropenhaus eine Markthalle für Handelswaren, Gebrauchsgegenstände, Spielwaren und Kunsthandwerk mit einem mittelalterlichen Bezug eingerichtet. Neben dem touristischen Betrieb werden in einem durch eine Palisade abgetrennten Bereich auch Seminare sowie Kinderfreizeitveranstaltungen angeboten. Dieser Bereich konnte auch für private Feiern gemietet werden.
Außerdem gab es ein „mittelalterliches Dorf“, in dem Handwerker bei der Arbeit zu beobachten waren. Die Gastwirtschaft im obersten Teil des Gryffetals wurde als Taverne weitergeführt. Mehrmals im Jahr standen Musikveranstaltungen und Märkte auf dem Programm.
Bereits wenige Monate nach der Eröffnung des Parks musste der Betreiber im August 2011 Insolvenz anmelden, da die Genehmigung zum Abhalten von Seminaren auf dem Gelände nicht rechtzeitig erteilt wurde und die Investitionskosten höher als geplant ausfielen. Der Betrieb wurde zunächst durch den vorläufigen Insolvenzverwalter aufrechterhalten. Ende 2011 gab der Betreiber auf seiner Webseite bekannt, dass das Gryffetal nicht wieder eröffnet wird.